# صفوی رسید
صفوی رسید (انگلیسی: Safawi Rasid؛ زادهٔ ۵ مارس ۱۹۹۷) بازیکن فوتبال اهل مالزی است.
از باشگاه‌هایی که در آن بازی کرده‌است می‌توان به باشگاه فوتبال جوهر دارالتعظیم اشاره کرد.
وی همچنین در تیم ملی فوتبال مالزی بازی کرده‌است.